# Jean-Michel Lucenay
Jean-Michel Lucenay (Forte da França, 25 de abril de 1978) é um esgrimista francês, campeão olímpico.

## Carreira

### Rio 2016
Jean-Michel Lucenay representou seu país nos Jogos Olímpicos de Verão de 2016, na espada. Na competição por equipes conquistou a medalha de ouro ao lado de Daniel Jérent, Gauthier Grumier e Yannick Borel.